# Rowlandius marianae
Rowlandius marianae är en spindeldjursart som beskrevs av Rolando Teruel 2003. Rowlandius marianae ingår i släktet Rowlandius och familjen Hubbardiidae. Inga underarter finns listade i Catalogue of Life.